# Lexique du français louisianais
Le lexique du français louisianais (également connu sous la dénomination français cadien) est constitué de l'ensemble des mots, ou plus précisément des lemmes (unités lexicales autonomes) employés dans cette variété du français.

## Petit lexique différentiel
Le tableau suivant fait le bilan de quelques différences lexicales entre le français louisianais (ou cadien) et le français européen. Certaines de ces différences ne relèvent pas seulement des registres parlé ou familier ; bon nombre de mots louisianais tels que « s’amancher » ou « sagamité » s'emploient également à l'écrit. Beaucoup de ces mots sont communs au français acadien ou au français québécois, ce qui sera indiqué.
On trouvera dans le Wiktionnaire une nomenclature exhaustive et mots et expressions typiques de la Louisiane.
| Mot lousianais / cadien                             | Équivalent scolaire ou européen | Commentaires ou exemples |  |
| Abnormal                                            | 1- Anormal | Influencé par la forme du mot en en anglais : abnormal. |  |
| Acadiaque                                           | 1- A califourchon | |  |
| Accorder (s’~)                                      | 1- Se fiancer | Commun au français québécois. |  |
| Accoutumance                                        | 1- Coutume, manie | Commun au français québécois et au français acadien, ce mot vient des parlers de l’Ouest de la France. |  |
| Adonner (s’~)                                       | 1- Bien s’entendre | |  |
| Adopter (s’~)                                       | 1- Se mettre en couple, se mettre en concubinage                                                                                        | |  |
| Aéroplane (m. ou f.)                                | 1- Avion | |  |
| Agrès                                               | 1- Equipements agricoles | Vocabulaire de la marine. |  |
| À la désamain / à la démain / au démain             | 1- Incommode, pas pratique, gênant, compliqué                                                                                           | Tout quelque chose est trop à la désamain à la campagne signifie tout est compliqué à la campagne. |  |
| Alle                                                | 1. « Elle » pronom sujet | S'écrit habituellement alle ou elle, sauf par les auteurs voulant retranscrire fidèlement le prononcé cadien (on prononce /a/ devant une consonne et /al/ devant une voyelle, certains auteurs notent en conséquence a’ et alle). |  |
| Almanach (f.)                                       | 1- Calendrier | |  |
| Aller faire des achats                              | 1- Faire du shopping | |  |
| Amancher (s’~)                                      | 1- Bien s’entendre | |  |
| Amarrer                                             | 1- Attacher | Vocabulaire marin. |  |
| Amarrer ses chiens avec des saucisses               | 1- Être riche ou aisé | Expression originale de Louisiane. |  |
| Ami de garçon / amie de fille                       | 1- Petit ami / petite amie | Traduction littéral de l’anglais boyfriend et girlfriend. |  |
| Arranger                                            | 1- Réparer | |  |
| Assayer                                             | 1- Essayer | Ancien français. |  |
| Asteur / à c’t’heure                                | 1- Maintenant | Commun au français québécois et au français acadien, ce mot vient des parlers de l’Ouest de la France (à c’t’heure est très présent au l’oral de la Bretagne gallaise à la Picardie en passant par la Normandie entière, le sud de la Bretagne gallaise, le poitevin et le Berry disent à c’t’houre) et était commun au temps d’Henri IV (Michel de Montaigne l’utilise). L’orthographe de ce mot est très variable, les Québécois le notent souvent astheure, beaucoup d’auteurs louisianais l’ont écrit asteur ou asteure, la forme la plus étymologiquement pertinente et la plus répandue est à c’t’heure. |  |
| Attendre                                            | 1- Assister à | Influence de l'anglais to attend. |  |
| Attiner                                             | 1- Taquiner | |  |
| (Au) ras de                                         | 1- Près de, à côté de | |  |
| Aussitte                                            | 1- Aussi | On dit aussi itou. |  |
| Avenant                                             | 1- Gentil | |  |
| Avalable                                            | 1- Disponible | Du mot anglais available. |  |
| Avalasse (f.)                                       | 1- Pluie torentielle | |  |
| Avaler la langue                                    | 1- Se taire | |  |
| Avant-jour (m.)                                     | 1- Aube | |  |
| Avant-midi (m.)                                     | 1- Matinée | |  |
| Avoir de la misère à                                | 1- Avoir de la peine à, ne pas arriver à                                                                                                | Commun au français québécois et acadien. |  |
| Avoir la falle basse                                | 1- Avoir faim | Expression encore présente en Normandie. |  |
| Avoir le goût (de)                                  | 1- Avoir envie (de) | Même expression qu’en québécois. |  |
| Avoir mille misères (à)                             | 1. Avoir toutes les misères du monde (à)                                                                                                | Il avait mille misères à se faire comprendre. |  |
| Avoir pour + verbe                                  | 1- Avoir à, devoir | J'ai pour visiter de la parenté asteur |  |
| Ayoù                                                | 1- Où | Des formes similaires se trouvent en acadien (eyoù) et dans les parlers de l’Ouest de la France (eyoù en Normandie, ouyoù en Bretagne gallèse). |  |
| Banquette (f.)                                      | 1. Trottoir | |  |
| Barre à maringouins (f.)                            | 1. Moustiquaire | |  |
| Barrer                                              | 1- Fermer | |  |
| Basse-classe (adj. invar. ou adv.)                  | 1. Bas, mesquin, petit, pernicieux, sournois, qui manque d'honneur                                                                      | Je savais pas qu'il était assez basse-classe pour faire ça. |  |
| Beau (m.)                                           | 1- Un petit ami | |  |
| Beaucoup                                            | 1- Très | C'est beaucoup grand pour c'est très grand. |  |
| Belle (f.)                                          | 1- Une petite amie | |  |
| Berceuse (f.)                                       | 1- Fauteuil à bascule | |  |
| Bétaille (f.)                                       | 1- Animal 2- Bétail | |  |
| Bien amanché                                        | 1- Riche | |  |
| Blague (f.)                                         | 1- Vessie | |  |
| Blonde (f.)                                         | 1- Jeune femme | |  |
| Blouse, blouse de nuit' (f.)                        | 1- Robe de nuit | |  |
| Boîte de poste                                      | 1- Boîte postale | Prononcé « bouête de posse ». |  |
| Bole (f.)                                           | 1- Bol | |  |
| Bombe (f.)                                          | 1- Bouilloir | |  |
| Bougre (m.)                                         | 1- Mec, gars, type | |  |
| Bouillonner                                         | 1- Se mettre en colère, se fâcher | |  |
| Brème (f.)                                          | 1- Aubergine | A mettre en relation avec brindgème en français du Missouri. |  |
| Bûche (adj.)                                        | 1- Stupide | |  |
| Bûcheur (m.)                                        | 1. Bûcheron | |  |
| Cabri (m.)                                          | 1- Chèvre | |  |
| Ça fait (que)                                       | 1- Ainsi 2- Donc 3- De cette façon, de telle manière que                                                                                | Tournure utilisée abondamment en français cadien tout comme dans les autres variantes du français en Amérique du Nord (québécois notamment où cette tournure a donné naissance à la conjonction faque, contraction de (ça) fait que). |  |
| Café brûlot (m.)                                    | 1. Café au whisky flambé, typique de Louisiane                                                                                          | |  |
| Cagne (f.)                                          | 1- Paresse | J’ai rien fait aujourd’hui, la cagne m’avait pris. |  |
| Caille pivelée (f.)                                 | 1. Caille tachetée | Le mot pivelé est connu de tous les dialectes français d'Amérique du Nord. |  |
| Ça-là                                               | 1- Cela | |  |
| Calabousse (f.)                                     | 1. Petite cellule de prison (familier)                                                                                                  | Équivalent de taule en France. |  |
| Caliberda                                           | 1- Maladroit | |  |
| Camisole (m.)                                       | 1- Chemise de nuit | |  |
| Canique (f.)                                        | 1- Bille | |  |
| Capot (m.)                                          | 1- Manteau, veste | |  |
| Ça (ne) prend pas un avocat                         | 1. C'est évident | |  |
| Ça se plume                                         | 1- Ça va | Peut être posé sous forme de question tout comme de réponse, |  |
| Cassé                                               | 1- Fatigué 2- Fauché | |  |
| Casse-tête (f.)                                     | 1- Tomahawk | |  |
| Catin (f.)                                          | 1- Poupée 2- Jolie femme (non péjoratif)                                                                                                | |  |
| Ça va faire, ça fait, ça se fait                    | 1- Ça suffit | |  |
| Ce ...-ça                                           | 1- Ce ...-ci | C'est pas ce chemin-là, c'est ce chemin-ça |  |
| C'est correct                                       | 1- Tout est en ordre, ça va | Même expression au Québec et en Acadie. |  |
| Chaise berçante (f.)                                | 1- Fauteuil à bascule | |  |
| Chaise bourrée (f.)                                 | 1- Chaise capitonnée | |  |
| Chambre à bain (f.)                                 | 1- Salle de bain | Calque de l'anglais Bathroom |  |
| Chandelle de glace (f.)                             | 1- Glaçon | |  |
| Chanter des midis à quatorze heures                 | 1- Exagérer | Expression louisianaise. |  |
| Chaoui (m.)                                         | 1- Raton-laveur | Mot amérindien. |  |
| Char (m.)                                           | 1- Voiture | Commun au français québécois et acadien. |  |
| Char-à-vapeur (m.)                                  | 1- Train | Connu seulement en Louisiane, le terme de grand-char a également été employé pour désigner un train. |  |
| Charche !                                           | 1- Je ne sais pas | |  |
| Charreur (adj.)                                     | 1. Bavard | Mon oncle était beaucoup charreur. |  |
| Chaste-femme (f.)                                   | 1- Sage-femme | |  |
| Chat-tigre (m.)                                     | 1- Lynx | Se prononce chat-tségue ou chat-tchégue. On dit aussi un pichou. |  |
| Chevrette (f.)                                      | 1- Crevette | Déformation de crevette par confusion avec chevrette. |  |
| Chien mord chien                                    | 1- Les grands esprits se rencontrent | |  |
| Chique de gomme (f.)                                | 1- Chewing-gum | |  |
| Coléreux                                            | 1- Colérique | |  |
| Connaître                                           | 1- Connaître 2- Savoir 3- Comprendre | |  |
| Connaître + verbe                                   | 1- Savoir + verbe | Je connais faire ça pour Je sais faire ça. |  |
| Couillon d'eau douce (m.)                           | 1. (juron) Imbécile, abruti, idiot | |  |
| Couper une classe                                   | 1- Sécher un cours, sécher une classe                                                                                                   | |  |
| Correcter                                           | 1. Corriger | Anglicisme. |  |
| Corsage (m.)                                        | 1- Blouse (d'une femme) | |  |
| Corusse (m.)                                        | 1- Coq | On dit aussi gaime. |  |
| Courir                                              | 1- Marcher, fonctionner | Traduction de l’anglais to run. |  |
| Couverte (f.)                                       | 1- Couverture | |  |
| Couverture (f.)                                     | 1- Toiture | |  |
| Crapaud (adj.)                                      | 1- Petit, nain | |  |
| Crabe (f.)                                          | 1- Crabe | |  |
| Créditeur (m.)                                      | 1. Créancier | |  |
| Crème, crème de glace (f.)                          | 1. Crème, mais aussi glace | Anglicisme, sur ice cream. |  |
| ... Creux                                           | 1- ... De profondeur | C'est trois mètres creux pour ça fait trois mètres de profondeur. |  |
| Dangers (m. pl.)                                    | 1- Ennuis | Au pluriel, il signifie ennuis. |  |
| D'autre + nom                                       | 1- Une ou une autre + nom | Vous-autres veut d'autre galette ? pour Voulez-vous un autre biscuit ? |  |
| Débarquer                                           | 1- Descendre | Commun au français québécois et à l’acadien. Vocabulaire marin. |  |
| Débris (m. pl.)                                     | 1- Abats | |  |
| Déjeuner (m.)                                       | 1- Petit-déjeuner | |  |
| Démarrer                                            | 1- Détacher | Vocabulaire marin. |  |
| ... (D')épais                                       | 1- ... D'épaisseur | C'est "À centimètres (d')épais. |  |
| ... De temps                                        | 1- Pendant ..., durant ... | J'ai travaillé icitte trois ans de temps pour J'ai travaillé ici pendant trois ans. |  |
| Dgeuler                                             | 1- Hurler en criant | Déformation de gueuler. |  |
| Dgiguer, guiguer                                    | 1- S’agiter | |  |
| Dîner (m.)                                          | 1- Déjeuner | |  |
| Donner un ride                                      | 1- Accompagner, raccompagner | Anglicisme. Traduction de l’expression anglais to give a ride. |  |
| Doucement                                           | 1- Lentement | |  |
| Doux                                                | 1- Sucré | L’anglais sweet signifie doux et sucré à la fois. |  |
| Droit’                                              | 1- Droit | Ce mot est prononcé drouête. |  |
| Droit’ asteur                                       | 1- Maintenant | Traduction littérale de l’anglais right now. |  |
| Droit’ icitte                                       | 1- Juste ici | Traduction littérale de l’anglais right here. |  |
| Droit’ là                                           | 1- Juste là | Traduction littérale de l’anglais right there. |  |
| Drôle                                               | 1- Étrange, bizarre | ArchaÏsme, ce sens ancien est conservé dans les parlers de Normandie encore aujourd'hui. |  |
| Échevelé                                            | 1- Décoiffé | Mot commun au québécois et à l’acadien. |  |
| Embarquer                                           | 1- Monter dans un véhicule | Vocabulaire marin. |  |
| En patate                                           | 1- En masse | |  |
| Enqueler                                            | 1- Fermer à clef | Enquelle la porte s'il vous plaît |  |
| En quelque part                                     | 1- Quelque part | |  |
| Épailler                                            | 1- Éparpiller | |  |
| Épeurant                                            | 1- Terrifiant, effrayant | Vraisemblablement dérivé du français d'europe moderne ou ayant une origine commune avec ce premier |  |
| Épinglette (f.)                                     | 1- Broche, pin’s | |  |
| Équand (ce que)                                     | 1- Quand | Renforcement de quand par apposition de et devant. |  |
| Éronces (f. pl.)                                    | 1- Ronces | |  |
| Espeler                                             | 1- Épeler | Comment tu espelles ça-là ? |  |
| Espérer                                             | 1- Espérer 2- Attendre | Courant dans les parlers de l'Ouest de la France. |  |
| Essence (f.)                                        | 1- Parfum | |  |
| Essuye-place (m.)                                   | 1- Balai | |  |
| Estomac (m.)                                        | 1- Poitrine, poitrail (familier) | |  |
| Estourneau (m.)                                     | 1- Corneille | |  |
| Être abîmé                                          | 1- Être mal, se sentir mal, être en mauvaise posture                                                                                    | |  |
| Être + âge (d'âge)                                  | 1- Avoir + âge | Anglicisme, les Cadiens disent plus facilement je suis 29 ans (d'âge) que j’ai 29 ans. |  |
| Être après / apprêt + verbe                         | 1- Être en train de + verbe | Je suis après boire avec de les amis droit à c't'heure |  |
| Être cagou                                          | 1- Être démotivé | |  |
| Être en dêve                                        | 1- Être en colère, être furieux | Mot connu de l'ancien français et des parlers de l'Ouest de la France. |  |
| Être en famille                                     | 1- Être enceinte | |  |
| Être en patate et saoul-mort-ivre                   | 1- Être ivre | Mort-ivre se prononce moréve ou morive. |  |
| Être dans les (grands) dangers                      | 1- Avoir des ennuis | |  |
| Être farouche                                       | 1- Être contrarié | |  |
| Être frac                                           | 1- Être fou | |  |
| Être largue                                         | 1- Être fatigué | |  |
| Être mêlé                                           | 1- Être perturbé | |  |
| Être pareil comme                                   | 1- Équivaloir à | |  |
| Être par-dessus + âge                               | 1- Avoir plus de + âge | Le monde qu’est par-dessus soixante ans c’est tout le monde qui parle proche juste le cadien. |  |
| Être placé(e)                                       | 1- Être en concubinage ou être en couple                                                                                                | |  |
| Être un poisson à terre secque                      | 1- Être malchanceux | |  |
| Être vent debout                                    | 1. Faire face à des difficultés | Debout se prononce debou ou deboute. |  |
| Factorie (f.)                                       | 1. Usine | Anglicisme. |  |
| Faire brun                                          | 1- Se dit du soir qui tombe | Ça partait de faire brun, c'était à soir pour Le soir commençait à tomber, c'était la soirée. |  |
| Faire fun de quelqu’un                              | 1- Se moquer de quelqu’un | |  |
| Faire une (petite) saucée                           | 1. Faire une petite visite très rapide, faire une visite en coup de vent                                                                | |  |
| Fais-dodo (m.)                                      | 1. Bal populaire | |  |
| Farce (adj.)                                        | 1- Drôle | |  |
| Farce (f.)                                          | 1- Blague | |  |
| Fardoche (f.)                                       | 1. Broussaille, brindille 2. (familier, au pluriel) Bled, endroit perdu 3. Déchets                                                      | J'ai coupé de la fardoche. |  |
| Faucheuse, faucheuse à's herbes (f.)                | 1- Tondeuse | On dit aussi machine à's herbes |  |
| Figure (f.)                                         | 1- Visage | |  |
| Figure abîmée (f.)                                  | 1- Gueule cassée | |  |
| Fils                                                | 1- Fils | Prononcé [fi] ou [fis] |  |
| Fils-de-garce                                       | 1- Insulte | Prononcé [fitgars] |  |
| Fin de semaine (f.)                                 | 1- Week-end | |  |
| Fionneux (adj. et nom m.)                           | 1. Frimeux, frimeur | |  |
| Flat (m.)                                           | 1- Une crevaison | |  |
| Fluxion (f.)                                        | 1- Pneumonie | |  |
| Flyer une tape                                      | 1- Gifler | |  |
| Folerie (f.)                                        | 1. Folie | |  |
| Fraîche (adj., masculin et féminin)                 | 1- Frais | Asteur ça fait fraîche. |  |
| Fraid (f. : fraide)                                 | 1- Froid | On dit fraid ou froid (prononcé frouèd), il est probable que le mot frette soit une mésinterprétation de fraid, qui semble lui-même venir des parlers normands, mainiots et gallos (freid ou fraid dans ces dialectes). |  |
| Frette                                              | 1- Froid (familier) | Mot commun au québécois et à l’acadien. |  |
| Gage (m.)                                           | 1- Défi, pari | |  |
| Gager                                               | 1- Parier | |  |
| Gagner son pain par la sueur de son front           | 1- Gagner son pain à la sueur de son front, travailler dur                                                                              | Le français cadien utilise cette expression comme le français européen mais les Cadiens disent par la sueur au lieu de à la sueur. |  |
| Gaime (f.)                                          | 1- Coq | Sûrement de l’anglais game cuck. |  |
| Galerie (f.)                                        | 1- Balcon | |  |
| Galette (f.)                                        | 1- Biscuit | |  |
| Galimatias (m.)                                     | 1- Désordre | |  |
| Galoper                                             | 1- Se hâter | |  |
| Garder                                              | 1- Garder 2- Regarder | Le sens regarder provient probablement de l'ancien français 'garder' sens qui en français moderne européen n'a pas été preservé.On peut également émettre l'hypothèse que ce sens viendrait d'une immigration italienne de 'guardare' qui a le sens de regarder en également ou alternativement d'une e Le sens regarder provient probablement de l'ancien français 'garder' sens qui en français moderne européen n'a pas été préservé cela car c'est de France dont viennent les premiers colons en francophones en Louisiane. On peut également émettre l'hypothèse que ce sens viendrait d'une immigration italienne de 'guardare' qui a le sens de regarder en également ou alternativement d'une immigration romanche avec le verbe 'guardar' ayant lui aussi le sens de regarder. On peut également supposer que c'est une apocope du verbe regarder |  |
| Garrocher                                           | 1- Lancer | Commun au français québécois. Mot poitevin. |  |
| Gasélène, gazoline (f.)                             | 1- Essence | |  |
| Gavagner                                            | 1- Dépenser follement, gaspiller | |  |
| Gironde (adj.)                                      | 1. Beau, belle | S'emploie surtout pour parler d'une belle femme, une femme ben gironde. |  |
| Glacière (f.)                                       | 1- Frigidaire, réfrigérateur | |  |
| Gommeux                                             | 1- Sale | |  |
| Goulipiat (m.)                                      | 1- Un gourmand | |  |
| Graffigner                                          | 1- Égratigner | |  |
| Grapiller / grapigner                               | 1. Voler, dérober | |  |
| Grapilleux (adj.)                                   | 1. Voleur 2. Sarcastique, cinglant, caustique, incisif                                                                                  | On peut à l'occasion trouver les variantes grapilleur, grapigneux ou grapigneur. Le féminin est grapilleuse ou grapigneuse. |  |
| Grosserie (f.)                                      | 1- Épicerie | |  |
| Grouiller                                           | 1- Bouger, déménager, déplacer | |  |
| Gru (m.)                                            | 1- Porridge | |  |
| Guetter                                             | 1- Regarder | Parfois prononcé dgetter. |  |
| Habitant (m.)                                       | 1- Paysan | Similaire à la façon dont le mot manant, signifiant à l'origine demeurant, a fini par vouloir dire paysan. |  |
| Haïr (je haïs)                                      | 1- Haïr | Même conjugaison qu’en québécois. |  |
| Haler                                               | 1- Tirer | Comme au québécois, vocabulaire marin. |  |
| Haler ses fesses                                    | 1. Se bouger les fesses, se bouger, magner                                                                                              | |  |
| Héler                                               | 1- Appeler en criant | Archaïsme. |  |
| Hormis que                                          | 1- A moins que | On va à le port, hormis que tu veux aller en-ville |  |
| Hose (m.)                                           | 1- Tuyau d’arrosage | Anglicisme. |  |
| Îlot (m.)                                           | 1. Pâté de maisons | |  |
| Improuver                                           | 1- Améliorer | Anglicisme. |  |
| Ina                                                 | 1. Il y en a (familier), certains | Ina qu'a appris signifie il y en a qui ont appris. |  |
| Itou                                                | 1- Aussi | On dit aussi aussitte |  |
| Jardinage (m.)                                      | 1. Légume | Si t'as envie de manger des jardinages, tu peux faire comme lui, plante-toi un jardin. |  |
| Jello (m.)                                          | 1- Jelly, gelée | |  |
| Jurement (m.)                                       | 1- Juron | |  |
| Juste                                               | 1- Uniquement, seulement | Anglicisme. |  |
| (Ne) lâche pas la patate                            | 1. Ne t'en fais pas, ne désespère pas                                                                                                   | |  |
| Larguer                                             | 1- Se fatiguer | |  |
| Laverie (f.)                                        | 1- Lessive (action) | |  |
| Laveuse (f.)                                        | 1- Machine à laver | |  |
| Lever le pied                                       | 1- Lever le camp, partir | |  |
| Licher                                              | 1- Lécher | |  |
| Licheur de tchu (m.)                                | 1- Hypocrite | |  |
| Liseur (m.)                                         | 1. Lecteur | |  |
| Logis (m.)                                          | 1- Domicile | |  |
| Lutte (f.)                                          | 1- Catch | |  |
| Macaqueries (f. pl.)                                | 1- Bêtise(s) | |  |
| Machine à's herbes (f.)                             | 1- Tondeuse | On dit aussi une faucheuse. |  |
| Magasin (m.)                                        | 1- Magasin (entrepôt) 2- Grange à entreposer                                                                                            | |  |
| Maison de cour(t) (f.)                              | 1- Palais de justice | Traduction littérale de l'anglais courthouse. |  |
| Malle (f.)                                          | 1- Courrier, e-mail | |  |
| Malpatient (adj.)                                   | 1. Impatient. | |  |
| Malpris, mal pris                                   | 1- Malade, en mauvaise posture, en mauvais état                                                                                         | |  |
| Mangeaille (f.)                                     | 1- Nourriture | |  |
| Manger (m.)                                         | 1- Nourriture | |  |
| Manger à pleine gueule                              | 1- Manger goulûment, manger beaucoup | Le mot gueule est parfois prononcé dgeule. |  |
| Manger des grillots avec le tactac                  | 1- S'en tirer pour le mieux malgré quelques dommages dans une situation difficile (« on ne fait pas d'ommelette sans casser des œufs ») | Les grillots sont des maïs non sautés, le tactac est du popcorn, littéralement : manger des maïs non sautés avec le popcorn. |  |
| Manière (adv.)                                      | 1- En quelque sorte, d'une certaine façon, un peu, une espèce de                                                                        | C'est manière une tour pour c'est une espèce de tour. Le mot se prononce entre man-yère et moyère. |  |
| Manquer + verbe                                     | 1- Faillir + verbe | J’ai manqué tomber pour J’ai failli tomber |  |
| Marcher                                             | 1. Se rendre à, marcher, aller | Anglicisme. J'ai marché à l'office signifie je me suis rendu au bureau. |  |
| Marchand de paquets (m.)                            | 1- Vendeur au porte-à-porte | |  |
| Maringouin (m.)                                     | 1- Moustique | Mot amérindien. |  |
| Mêlée créole (f.)                                   | 1. Soupe de poisson louisianaise | |  |
| Menteries (f. pl.)                                  | 1- Mensonge(s) | Mot courant dans les patois de l'Ouest de la France. |  |
| Minoune (f.)                                        | 1- Chatte (y compris le sens sexuel de « vagin ») 2- Vieille voiture, « bagnole »                                                       | |  |
| Mitaines (f. pl.)                                   | 1- Moufles | |  |
| Monde (collectif, m.)                               | 1- Monde 2- Gens (collectif) | Le monde est utilisé couramment au lieu de les gens comme collectif, en plus de son sens premier. |  |
| Mouche à feu (f.)                                   | 1- Luciole | |  |
| Mouche à miel (f.)                                  | 1- Abeille | |  |
| Mouillasser                                         | 1- Bruiner | |  |
| Mouiller                                            | 1- Pleuvoir | |  |
| Mouiller des chiens et des chats                    | 1- Pleuvoir des cordes | Traduction littérale de l’anglais to rain cats and dogs |  |
| Moppe (f.)                                          | 1- Balai à franges | |  |
| Naviguer un char                                    | 1- Conduire une voiture | On entend aussi driver un char. |  |
| (Ne) pas avoir idée                                 | 1- Ne pas savoir | |  |
| (Ne) pas lâcher la patate                           | 1. Ne pas désespérer | |  |
| (Ne) pas mettre son doigt entre l'arbre et l'écorce | 1- Ne pas se mêler des querelles maritales                                                                                              | |  |
| (Ne) pas prendre un avocat                          | 1. Être évident | |  |
| Nic (m.)                                            | 1- Nid | |  |
| Nonc (m.)                                           | 1- Oncle | Registre familier. |  |
| Nué                                                 | 1- Nuage, nuée | |  |
| Office (m.)                                         | 1. Bureau | Anglicisme. |  |
| Oppression (f.)                                     | 1- Asthme | Avoir de l'oppression pour avoir de l'asthme. |  |
| Ôter                                                | 1- Ôter 2- Enlever, dérober | |  |
| Ouanga (m.)                                         | 1. Mauvais sort | Mot d'origine africaine. |  |
| Outarde (f.)                                        | 1- Bernache | |  |
| Padna                                               | 1- Partenaire, compagnon / compagne, petit ami / petite amie                                                                            | De l’anglais partner. |  |
| Pain-de-sucre (m.)                                  | 1- Hypocrite | |  |
| Pape, 'tit pape (m.)                                | 1. Oiseau, petit oiseau (registre familier)                                                                                             | |  |
| Paré                                                | 1- Prêt | |  |
| Parenté (f.)                                        | 1- Proches, famille élargie | |  |
| Par rapport à                                       | 1- À cause de | |  |
| Par rapport (que)                                   | 1- Parce que | |  |
| Parlement (m.)                                      | 1- Bavardage | |  |
| Partir à                                            | 1- Commencer à | |  |
| Partir un char                                      | 1- Démarrer une voiture | |  |
| Party (m.)                                          | 1- Une fête privée | |  |
| Passe-partout’ (m.)                                 | 1- Une grosse scie (souvent à deux manches) pour couper des troncs d’arbres                                                             | |  |
| Pauvre bête                                         | 1. Pauvre bougre, le/la pauvre | Il est pas blâmable, pauvre bête, pour les misères de sa famille. |  |
| Peinturer                                           | 1- Peindre | Comme en québécois et en acadien, cependant, à la différence de ces autres variantes du français, le français cadien connaît aussi le verbe peindre comme en français européen, alors qu'en québécois et en acadien, peinturer a complètement remplacé le verbe peindre tombé en désuétude. |  |
| Pelote (f.)                                         | 1- Balle | Archaïsme, ce mot a ce sens de balle dès le XIIe siècle dans le Roman de la Rose. |  |
| Perdre la carte                                     | 1- Perdre la tête | |  |
| Pésant                                              | 1- Lourd | |  |
| Péser                                               | 1- Peser | Déformation de peser. |  |
| Péteux                                              | 1- Arrogant | |  |
| Piastre (m. ou f.)                                  | 1- Argent 2- Dollar (familier) | Du nom de l'ancienne monnaie espagnole. Mot commun au québécois et à l'acadien. |  |
| Pichou (m.)                                         | 1- Lynx | On dit aussi un chat-tigre. |  |
| Pichouette (f.)                                     | 1- Harpie, garce, vieille femme | |  |
| Pirater                                             | 1- Voler, dérober | |  |
| Piquer                                              | 1- Baiser, coucher, faire l’amour (très familier)                                                                                       | |  |
| Pistache (f.)                                       | 1- Sexe féminin | |  |
| Pistache de terre (f.)                              | 1- Cacahuète 2- Arachide | |  |
| Pivelé (adj.)                                       | 1. Tacheté, moucheté | Mot connu de tous les dialectes français d'Amérique du Nord. |  |
| Playe (f.)                                          | 1. Plage | Prononcé plaille. Vient de l'espagnol playa. |  |
| Ployer                                              | 1- Plier | |  |
| Plume (f.)                                          | 1- Stylo | |  |
| Pobon (m.)                                          | 1. Pot, bocal | J'ai fait quelques pobons de confitures. |  |
| Poc à poc / pic à poc                               | 1. Petit à petit | Peut-être de l'espagnol poco a poco. |  |
| Pop (m.)                                            | 1- Soda | Au masculin, du pop désigne des boissons-sodas. |  |
| Pour de même                                        | 1- Quand même | . |  |
| Pourgaler                                           | 1. Réprimander, disputer | Connu en ancien français. |  |
| Pourginée (f.)                                      | 1. Lignée, progéniture | Connu de l'ancien français. |  |
| Poutine (f.)                                        | 1- Porridge | |  |
| Prendre à                                           | 1- Se mettre à | Elle prend à travailler |  |
| Proche                                              | 1- Presque, quasiment | Ils parlont proche juste le français. |  |
| Proche comme                                        | 1- Quasiment pareil | |  |
| Propreter                                           | 1- Nettoyer | Verbe formé à partir du nom propreté |  |
| Quantième (m.)                                      | 1- Date | |  |
| Quoi-faire ?                                        | 1- Pourquoi ? | Pourquoi s'emploie aussi couramment. Quoi-faire est parfois prononcé quo-faire. |  |
| Racatcha                                            | 1- Ennuyeux | Asteur avec nous-autres, ça va pas être racatcha. |  |
| Ressourdre / ressourdir                             | 1. Repêcher | Verbe connu en ancien et moyen français et devenu quelque peu désuet en français moderne sauf en Louisiane et dans quelques autres variétés de français locales. Le participe passé de ce verbe est habituellement ressours mais on entend également ressourdu. Le préfixe re- est, comme en français européen oral, souvent prononcé ar-. |  |
| Rester                                              | 1- Habiter | On utilise souvent demeurer dans le sens de rester. |  |
| Russien, -ienne                                     | 1- Russe (adj.) 2- Russe, langue russe                                                                                                  | La langue russienne. Archaïsme. |  |
| Salle de montre (f.)                                | 1- Salle d’exposition | Calque de l'anglais 'showroom' voire de l'emprunt français du français d'europe lui-même avec un déverbal de montrer formé à partir de la troisième personne du verbe montrer pour 'show' et 'salle' pour room. |  |
| Savane (f.)                                         | 1- Pré, prairie | |  |
| Serpent (f.)                                        | 1- Serpent (m.) | Le mot est resté avec les deux genres jusqu'au XVIIe siècle. |  |
| Si (que) + conditionnel + conditionnel              | 1- Si + imparfait + conditionnel | Si (que) j’aurais su, j’aurais fait autre chose. |  |
| Soufferre / souffrir                                | 1- Souffrir | L'infinitif alternatif soufferre semble être dû à une confusion avec le participe passé souffert. |  |
| 1- Chaussure                                        | Mot commun encore aujourd'hui en Normandie et au Québec.                                                                                | |  |
| Souper (m.)                                         | 1- Dîner | |  |
| Souvenance (f.)                                     | 1- Souvenir | |  |
| Suce-fleur (m.)                                     | 1- Colibri | |  |
| Suer des caravelles                                 | 1- Avoir des problèmes | |  |
| Sus                                                 | 1- Sur (préposition) | On peut marcher sus la track |  |
| Tactac (m.)                                         | 1- Popcorn | |  |
| Tailler                                             | 1- Frapper, battre | |  |
| 'T-à-l'heure                                        | 1- Tout-à-l'heure | |  |
| Tannable                                            | 1- Ennuyeux | Prononcé tannab’. |  |
| Tanner (se ~)                                       | 1- Se fatiguer | |  |
| Tata                                                | 1. Merci (familier) | Dis tata à l'homme signifie dis merci au monsieur. |  |
| Tchamandeur                                         | 1- Clochard | |  |
| Tcheue (f.)                                         | 1- Queue | Déformation de queue. |  |
| Télévégène (m.)                                     | 1- Télévision | Prononciation américaine retranscrite. |  |
| ...-ti ?                                            | 1- Est-ce que ... ?, ...-t-il ? (particule interrogative)                                                                               | Commun dans l'Ouest de la France et en particulier en Normandie. |  |
| Tiendre, tenir                                      | 1- Tenir | |  |
| Tirer une vache                                     | 1- Traire une vache | |  |
| Toilette (f.)                                       | 1- Tiroir ou rangement de salle de bain                                                                                                 | |  |
| Tonnerre des chiens / tonnerre mes chiens !         | 1- Saperlipopette ! | Phrase d'exclamation, parfois juron. |  |
| Tout'                                               | 1- Tout | Comme en français québécois, le -t final de tout est prononcé, contrairement au français européen. |  |
| Tout' partout'                                      | 1- Absolument partout | |  |
| Tout' quelqu'un                                     | 1- Tout le monde | |  |
| Tracas (m.)                                         | 1- Problème 2- Gêne | |  |
| Tracassant                                          | 1- Gênant | |  |
| Tracasser (se ~)                                    | 1- S’inquiéter | |  |
| Traînailler                                         | 1. Traîner, être long, lambiner | |  |
| Traînailleur (m.)                                   | 1. Traînard | |  |
| Trois-chemins (m.)                                  | 1- Carrefour | S'utilise à l'origine pour un carrefour à trois voies, on disait un quatre-chemins pour un carrefour à quatre voies. |  |
| Vaillant                                            | 1- Intelligent et vantard, hautain | |  |
| Vaillanterie                                        | 1- Vantardise | |  |
| Vanteur (m.)                                        | 1- Vantard | |  |
| Viendre, venir                                      | 1- Venir | Forme infinitive alternative. On trouve également tiendre pour tenir à l'occasion. |  |
| Vilain                                              | 1- Laid | |  |
| Virer                                               | 1- Tourner | |  |
| Vitement                                            | 1- Vite | Archaïsme. |  |
| Voir un show                                        | 1- Regarder une émission | De l'anglais Show |  |
| Voiture (f.)                                        | 1- Carrosse | |  |
| Vous-autres                                         | 1- Vous | Vous-autres est venus en France |  |
| Zirable                                             | 1- Dégoûtant | |  |